# Phasmahyla spectabilis
Phasmahyla spectabilis es una especie de anfibio anuro perteneciente a la familia Phyllomedusidae. Es endémica de Brasil.

## Distribución
Esta especie es endémica de Brasil, se encuentra a 800 m de altitud en Santa Maria do Salto, en Minas Gerais, Jussari y Arataca en el Estado de Bahía.